# Angellah Kairuki
Angellah Jasmine Mbelwa Kairuki (née le 10 septembre 1976) est une femme politique tanzanienne appartenant au parti au pouvoir, le Parti de la Révolution (Chama Cha Mapinduzi) , et députée depuis 2010. Nommée ministre des Mines en 2017, elle devient ensuite ministre des Investissements en janvier 2019. Auparavant, elle était vice-ministre des Terres, du Logement et des Établissements humains, ainsi que des Affaires constitutionnelles et juridiques. Avant de se lancer en politique, elle a travaillé comme avocate dans les secteurs public et privé. 

## Formation et débuts professionnels
Angellah Kairuki naît le 10 septembre 1976. Elle termine ses études à l'école secondaire de filles Zanaki en 1997. Elle obtient un baccalauréat en droit de l'Université de Hull en Angleterre en 2001. Elle achève un diplôme d'études supérieures en droit de l'Université de Staffordshire en collaboration avec le Central Law Training en 2002. Elle travaille dans les cabinets du procureur général en qualité de secrétaire juridique et d'avocate entre 2004 et 2008. Kairuki a ensuite rejoint le secteur privé en tant que chef du département Éthique, conformité et gouvernance du groupe VODACOM PTY. 

## Carrière politique
Angellah Kairuki commence à jouer un rôle politique en 2007 en devenant membre du conseil général de l'aile féminine du parti au pouvoir, Chama Cha Mapinduzi (CCM), et continue d'assumer ce rôle. Depuis 2010, elle est membre du conseil exécutif national du parti. 
En 2010, elle devient députée du CCM à l'occasion d'une nomination à un siège spécial réservé aux femmes. Elle est vice-présidente du comité parlementaire sur la Constitution, les affaires juridiques et la gouvernance entre 2010 et 2012. Son premier portefeuille ministériel est celui de sous-ministre au ministère de la Justice et des Affaires constitutionnelles, poste qu'elle occupe entre 2012 et 2015. En 2015, elle est nommée sous-ministre du Développement des terres, du logement et des établissements humains. Après les élections de 2015, le nouveau président John Magufuli la nomme dans son Cabinet, elle est l'un des deux ministres du cabinet du président chargés de la gestion de la fonction publique et de la bonne gouvernance. 
En 2011, elle est choisie pour représenter la Tanzanie au sein de l'Union interparlementaire (UIP) et devient membre du Comité des droits de l'homme de l'UIP. Elle a été citée parmi les «20 jeunes femmes africaines du pouvoir» en 2013 par le magazine Forbes. 
En 2015, elle signe une lettre ouverte lancée par la campagne ONE avec un certain nombre de femmes de premier plan. La lettre est adressée à la chancelière allemande, Angela Merkel, et à la présidente de l'Union africaine, Nkosazana Dlamini-Zuma, pour les exhorter à se concentrer sur les femmes et à définir les priorités en matière de financement du développement avant le sommet de l'ONU de septembre 2015 qui doit fixer de nouveaux objectifs de développement pour la génération. 
Elle est nommée ministre des Mines en 2017. elle devient ensuite ministre des Investissements en janvier 2019.